# 米城乡
米城乡，是中华人民共和国四川省达州市达川区下辖的一个乡镇级行政单位。

## 行政区划
米城乡下辖以下地区：
街道社区、化龙村、福胜村、尖山村、大沟村、吴家营村、先进村、新塘村和王家坪村。

## 特产
米城大米：中国地理标志产品。